# Les Ailes collées

Les Ailes collées est un téléfilm français réalisé par Thierry Binisti et diffusé le 8 mai 2025.
Le film est tiré du livre du même nom de Sophie de Baere

## Synopsis
Le jour de son mariage, Paul revoit Joseph, son ancien amour de jeunesse perdu de vue depuis quinze ans. Cette rencontre inattendue fait ressurgir les souvenirs d’un été brûlant en 1983, où Paul et Joseph, alors adolescents, ont vécu une passion fulgurante mais secrète. Leur relation, découverte par leur entourage, a déclenché une vague de harcèlement homophobe violent, marquant à jamais leur existence jusqu’à une nuit tragique qui a bouleversé leurs vies. 
Le film alterne entre passé et présent :
Dans le passé, on suit la naissance de l’amour entre Paul et Joseph, leur complicité, la découverte de leur sexualité et la violence du rejet social et familial.
Dans le présent, Paul, désormais adulte et sur le point de se marier, doit affronter ses choix, ses regrets et les séquelles de ce premier amour brisé. Les retrouvailles avec Joseph ravivent les blessures non cicatrisées et l’obligent à questionner la sincérité de sa vie actuelle.
Les Ailes collées est salué pour sa sensibilité, son interprétation juste et sa capacité à aborder sans fard la violence du harcèlement homophobe, tout en offrant un message d’espoir et de résilience. Le film se veut un plaidoyer contre l’intolérance et un hommage à la puissance des premiers amours, même ceux qui laissent des cicatrices indélébiles.
On note cependant dans les séquences se déroulant en 1983 de nombreuses expressions de langage anachroniques telles que "elle a trop envie de voir" ou "trop chouette". 

## Fiche technique
- Titre original : Les Ailes collées
- Réalisation : Thierry Binisti
- Scénario : Alexis Bayet, Alain Layrac, Sophie de Baere
- Durée : 90 minutes
- Pays :  France

## Distribution
- Émilie Caen : Blanche, mère de Paul
- Max Libert : Paul ado
- Alexis Rosenstiehl : Joseph ado
- Roby Schinasi : Paul adulte
- Jérémy Kapone : Joseph adulte
- Julien Tortora : Charles, père de Paul
- Betty Pierucci Berthoud : Cécile (enfant)
- Pauline Bression : Ana
- Constance Dollé : Iris, mère de Joseph
- Camille Genau : Cécile adulte